# Nhật Thành lâu
Nhật Thành lâu (chữ Hán: 日成樓) là kiến trúc lầu hai tầng nằm ở phía đông điện Càn Thành, phía nam Thái Bình lâu. Trước đây là vị trí của điện Minh Thận. Theo một số tác giả, ngôi lầu nầy là Phật điện của vua trong Tử Cấm Thành. Lối lên lầu cũng được làm hành lang che. Nhật Thành lâu bị tàn phá trong các năm 1947 và 1968, chỉ còn lại nền lầu. Năm 2018, lầu đã được phục dựng lại trên nền cũ.

## Lịch sử

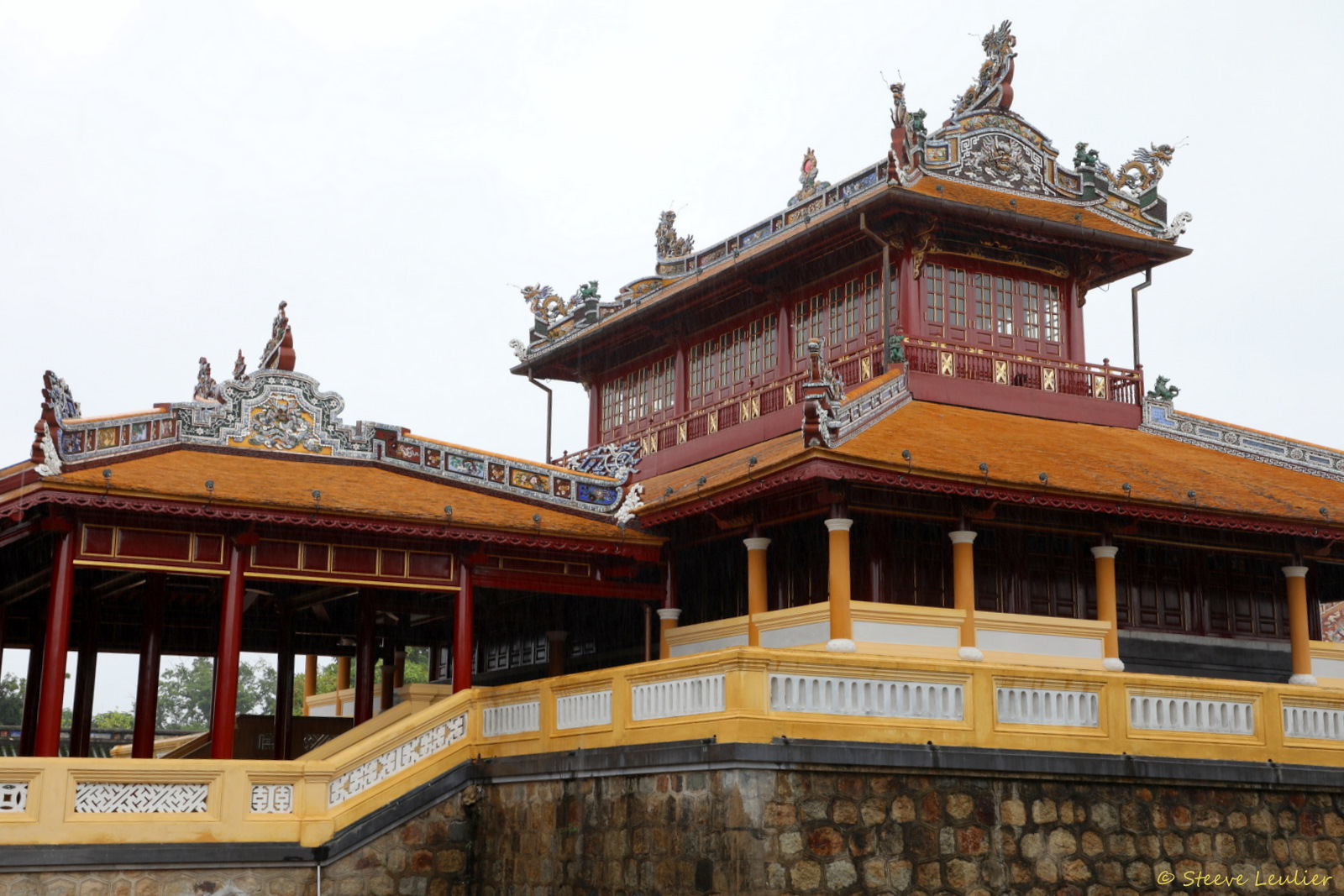
Nhật Thành lâu sau khi được trùng tu

Công trình này được xây dựng vào năm 1841 dưới thời vua Thiệu Trị, kiến trúc lầu gồm có 2 tầng, là Phật điện của nhà vua trong Tử Cấm Thành. Vào thời kỳ cuối nhà Nguyễn, đây là nơi mà đức Từ Cung (mẹ vua Bảo Đại) và các bà trong nội cung thường lui tới để đọc kinh, niệm Phật, cầu an…
Lầu Nhật Thành bị tàn phá trong các năm 1947 và năm 1968, chỉ còn lại phần nền của công trình. 
Năm 2018, Trung tâm Bảo tồn Di tích Cố đô Huế đã cho phục dựng lại công trình này.